# Julien Duval
Julien Duval (Évreux, 27 de mayo de 1990) es un ciclista francés especialista en pista, aunque también practicó la modalidad de ciclismo en ruta en la que compitió de manera profesional entre 2013 y 2021.

## Palmarés

### Pista
2009
- 2.º en el Campeonato de Francia en Persecución
- 2.º en el Campeonato de Francia en scratch

2010
- Campeonato de Francia en Omniun
- 2.º en el Campeonato de Francia Persecución por Equipos
- 3.º en el Campeonato de Francia en Persecución
- 3.º en el Campeonato de Francia en scratch
- 3.º en el Campeonato de Francia en Madison

2011
- Campeonato de Francia Madison (haciendo pareja con Alexandre Lemair)

2012
- Campeonato de Francia Persecución por Equipos (haciendo equipo con Alexandre Lemair, Alexis Gougeard y Kévin Lesellier)

2013
- Campeonato de Francia Madison (haciendo pareja con Morgan Kneisky)
- Campeonato de Francia en Persecución
- 2.º en el Campeonato de Francia Persecución por Equipos
- 3.º en el Campeonato de Francia en Omnium

2015
- 2.º en el Campeonato de Francia en Madison

## Resultados en Grandes Vueltas
Durante su carrera deportiva consiguió los siguientes puestos en las Grandes Vueltas. 
| Carrera | Carrera         | 2013 | 2014 | 2015 | 2016 | 2017  | 2018  | 2019 | 2020 | 2021 |
| ------- | --------------- | ---- | ---- | ---- | ---- | ----- | ----- | ---- | ---- | ---- |
|         | Giro de Italia  | —    | —    | —    | —    | —     | —     | —    | —    | —    |
|         | Tour de Francia | —    | —    | —    | —    | —     | —     | —    | —    | —    |
|         | Vuelta a España | —    | —    | —    | —    | 108.º | 157.º | —    | —    | —    |

—: no participa

Ab.: abandono 